# Fruitland Park
Fruitland Park ist eine Stadt im Lake County im US-Bundesstaat Florida. Das U.S. Census Bureau hat bei der Volkszählung 2020 eine Einwohnerzahl von 8.325 ermittelt.

## Geographie
Fruitland Park liegt rund 20 km westlich von Tavares sowie etwa 70 km nordwestlich von Orlando. Im Süden grenzt Leesburg und im Norden Lady Lake an die Stadt. Fruitland Park liegt am westlichen Ufer des Lake Griffin. Hier liegt auch der gleichnamige State Park.

## Demographische Daten
Laut der Volkszählung 2010 verteilten sich die damaligen 4078 Einwohner auf 1644 Haushalte. Die Bevölkerungsdichte lag bei 536,6 Einw./km². 84,7 % der Bevölkerung bezeichneten sich als Weiße, 9,4 % als Afroamerikaner, 0,2 % als Indianer und 1,5 % als Asian Americans. 2,1 % gaben die Angehörigkeit zu einer anderen Ethnie und 2,1 % zu mehreren Ethnien an. 7,7 % der Bevölkerung bestand aus Hispanics oder Latinos.
Im Jahr 2010 lebten in 42,2 % aller Haushalte Kinder unter 18 Jahren sowie 22,7 % aller Haushalte Personen mit mindestens 65 Jahren. 73,4 % der Haushalte waren Familienhaushalte (bestehend aus verheirateten Paaren mit oder ohne Nachkommen bzw. einem Elternteil mit Nachkomme). Die durchschnittliche Größe eines Haushalts lag bei 2,76 Personen und die durchschnittliche Familiengröße bei 3,17 Personen.
30,5 % der Bevölkerung waren jünger als 20 Jahre, 26,2 % waren 20 bis 39 Jahre alt, 28,0 % waren 40 bis 59 Jahre alt und 15,4 % waren mindestens 60 Jahre alt. Das mittlere Alter betrug 35 Jahre. 48,0 % der Bevölkerung waren männlich und 52,0 % weiblich.
Das durchschnittliche Jahreseinkommen lag bei 55.521 $, dabei lebten 14,4 % der Bevölkerung unter der Armutsgrenze.
Im Jahr 2000 war Englisch die Muttersprache von 96,79 % der Bevölkerung, spanisch sprachen 2,53 % und 0,68 % sprachen deutsch.

## Sehenswürdigkeiten
Am 27. Dezember 1974 wurde die Holy Trinity Episcopal Church in das National Register of Historic Places eingetragen.

## Verkehr
Fruitland Park wird vom U.S. Highway 27 (SR 500/SR 25) durchquert. Die nächsten Flughäfen sind der Leesburg International Airport sowie der Orlando International Airport (etwa 10 bzw. 90 km südöstlich).